# Helga Emmrich
Helga Emmrich (* 3. August 1926) ist eine deutsche ehemalige  Filmeditorin der DEFA.
Helga Emmrich war von Anfang der 1950er Jahre bis zur Wiedervereinigung beim DDR-Filmunternehmen DEFA beschäftigt. Sie wirkte insgesamt bei 42 Produktionen mit.

## Filmografie (Auswahl)
- 1957: Ein Mädchen von 16 ½
- 1957: Mazurka der Liebe
- 1958: Der Prozeß wird vertagt
- 1958: Nur eine Frau
- 1959: Bevor der Blitz einschlägt
- 1959: Ware für Katalonien
- 1960: Einer von uns
- 1960: Flucht aus der Hölle
- 1960: Sommerwege
- 1963: Vom König Midas
- 1963: An französischen Kaminen
- 1964: Alaskafüchse
- 1966: Hamida
- 1966: Irrlicht und Feuer (Fernsehfilm, Zweiteiler)
- 1968: Hauptmann Florian von der Mühle
- 1969: Seine Hoheit – Genosse Prinz
- 1971: Du und ich und Klein-Paris
- 1971: Angebot aus Schenectady (Fernsehfilm)
- 1972: Lützower
- 1974: Wie füttert man einen Esel
- 1975: Blutsbrüder
- 1975: Geschwister
- 1977: Trini
- 1977: Ein irrer Duft von frischem Heu
- 1979: Einfach Blumen aufs Dach
- 1980: Seitensprung
- 1981: Asta, mein Engelchen
- 1982: Das Fahrrad
- 1982: Benno macht Geschichten
- 1985: Meine Frau Inge und meine Frau Schmidt